# Albert C. Smith

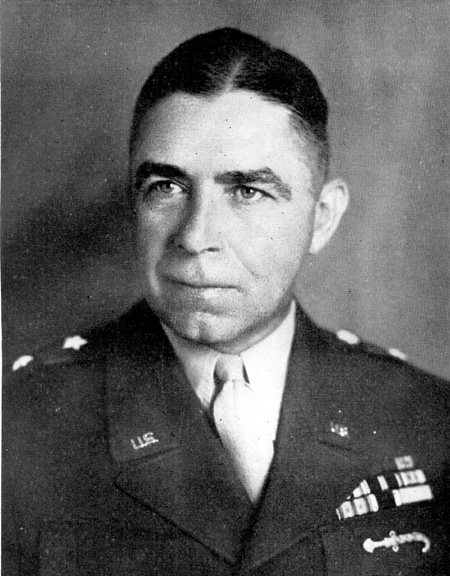
Albert C. Smith

Albert Cowper Smith (* 5. Juni 1894 in Warrenton, Fauquier County, Virginia; † 24. Januar 1974 in Washington, D.C.) war ein Generalmajor der United States Army. Er war unter anderem kommissarischer Kommandeur der 5. Armee.
Albert Smith war ein Sohn von Eugene Albert Smith und dessen Frau Blanch Baker. Er besuchte zunächst zwischen 1907 und 1909 das Gordon State College in Georgia und dann bis 1913 das Virginia Polytechnic Institute. In den Jahren 1913 bis 1917 durchlief er die United States Military Academy in West Point. Nach seiner Graduation wurde er als Leutnant der Kavallerie zugeteilt. In der Armee durchlief er anschließend alle Offiziersränge vom Leutnant bis zum Zwei-Sterne-General.
Im Lauf seiner militärischen Karriere absolvierte Albert Smith verschiedene Kurse und Schulungen. Dazu gehörten unter anderem die Army Cavalry School (1927) und das Command and General Staff College (1934–1936).
Seine Graduation an der Militärakademie fiel in die Zeit des Ersten Weltkriegs. Nach einer kurzen Vorbereitung auf einen Kriegseinsatz wurde Albert Smith im Oktober 1917 nach Frankreich versetzt. Dort war er zunächst bei der Kavallerie im Einsatz. Später war er Stabsoffizier beim neu aufgestellten VII. Korps. In der Folge war er an der Maas-Argonnen-Offensive und der Besetzung des Rheinlands beteiligt. Später wurde er nach Montabaur zum Stab der 1. Infanteriedivision versetzt, wo er bis zum September 1919 verblieb.
In den 1920er und 1930er Jahren war er an verschiedenen Stützpunkten in den Vereinigten Staaten stationiert. Zwei Mal (1922–1926) und (1929–1934) war er als Dozent an der Militärakademie in West Point tätig. Unmittelbar nach dem Ende seines Studiums am Command and General Staff College war er zwischen 1936 und 1940 auch dort als Dozent tätig. Im Jahr 1940 war er zunächst Stabsoffizier im Nachrichtendienst (S2) beim 13. Panzerregiment und dann zwischen November 1940 und April 1941 Stabsoffizier im Armored Force Replacement Center in Fort Knox in Kentucky.
Zwischen April 1941 und Juli 1942 war Albert Smith Stabsoffizier in der Abteilung G3 (Operationen) der 4. Panzerdivision. In diese Zeit fiel der amerikanische Eintritt in den Zweiten Weltkrieg. Zwischen Juli und November 1942 kommandierte Smith das 37. Panzerregiment. Anschließend wurde er als Kommandeur einer Brigade zur damals neuaufgestellten 14. Panzerdivision versetzt, die später auf dem europäischen Kriegsschauplatz eingesetzt wurde. Bis Mitte Oktober 1944 wurden seine Einheit und die Division auf den Kriegseinsatz vorbereitet. Seit Juli 1944 war Smith Divisionskommandeur. In Europa wurde diese Division im Bereich der Vogesen eingesetzt, wo sie unter anderem an der erfolgreichen Abwehr des deutschen Unternehmens Nordwind beteiligt war. Anschließend marschierte seine Einheit weiter nach Deutschland vor. Dabei erreichte sie auch einige deutsche Kriegsgefangenenlager und befreite insgesamt etwa 200.000 Gefangene der alliierten Streitkräfte. Gleichzeitig wurden auch Inhaftierte einiger Außenlager des KZ Dachau befreit.
Smith gehörte nach der deutschen Kapitulation mit seiner Division den Besatzungstruppen in Deutschland an. Im September 1945 wurde die 14. Panzerdivision aufgelöst und Smith kehrte in die Vereinigten Staaten zurück, wo er das Kommando über die 30. Infanteriedivision erhielt, das er bis Januar 1946 innehatte. Anschließend war er für einige Monate Stabsoffizier im Kriegsministerium. Zwischen Juni 1946 und Februar 1947 war Smith Stabsoffizier bei der 86. Infanteriedivision auf den Philippinen. Danach war er in Japan stationiert, wo er bis Januar 1948 dem Stab der 24. Infanteriedivision angehörte. Von Januar 1948 bis April 1949 war er Kommandeur dieser Division.
Nach seiner Rückkehr in die Vereinigten Staaten erhielt Smith das Kommando über die 2. Panzerdivision in Fort Hood in Texas. Dieses Kommando bekleidete er zwischen dem 28. Juni 1949 und dem 1. November 1950. Es folgte eine Versetzung zur 5. Armee. Dort war er stellvertretender Oberbefehlshaber. In dieser Eigenschaft musste er zwischen Dezember 1951 und Juli 1952 das Amt des Kommandeurs der Armee kommissarisch ausüben, um die Zeit zwischen dem Ende der Amtszeit des vorherigen Kommandeurs Stephen J. Chamberlin und dem Amtsantritt des neuen Oberbefehlshabers William B. Kean zu überbrücken. Danach war er bis Februar 1953 wieder stellvertretender Kommandeur der 5. Armee.
Von 1953 bis 1955 war Albert Smith im Stab des Heeresministeriums tätig. Dort leitete er das Amt für Militärgeschichte (Office of Military History). Im September 1955 ging er in den Ruhestand.
Albert Smith verbrachte seinen Lebensabend in Washington D.C., wo er am 24. Januar 1974 an Nierenversagen verstarb. Er wurde mit allen militärischen Ehren auf dem amerikanischen Nationalfriedhof Arlington beigesetzt.

## Orden und Auszeichnungen
Albert Smith erhielt im Lauf seiner militärischen Laufbahn unter anderem folgende Auszeichnungen:
- Army Distinguished Service Medal
- Silver Star
- Bronze Star Medal
- Army Commendation Medal
- World War I Victory Medal
- Army of Occupation of Germany Medal
- American Defense Service Medal
- American Campaign Medal
- European-African-Middle Eastern Campaign Medal
- World War II Victory Medal
- Army of Occupation Medal
- National Defense Service Medal
- Orden der Ehrenlegion (Frankreich)
- Croix de Guerre (Frankreich)